# Kleverberghoningkruiper
De kleverberghoningkruiper (Diglossa sittoides) is een zangvogel uit de familie Thraupidae (tangaren).

## Verspreiding en leefgebied
Deze soort telt 6 ondersoorten:
- D. s. hyperythra: noordelijk Colombia en noordelijk Venezuela.
- D. s. mandeli: noordoostelijk Venezuela.
- D. s. coelestis: noordwestelijk Venezuela.
- D. s. dorbignyi: van centraal Colombia tot westelijk Venezuela.
- D. s. decorata: Ecuador en Peru.
- D. s. sittoides: Bolivia en noordwestelijk Argentinië.